# Liste der Naturdenkmäler im Bezirk Bruck an der Leitha
Die Liste der Naturdenkmäler im Bezirk Bruck an der Leitha enthält die Naturdenkmäler im Bezirk Bruck an der Leitha.

## Naturdenkmäler
| Foto |                 | Name                                                                | ID     | Standort | Beschreibung | Fläche | Datum      |
| ---- | --------------- | ------------------------------------------------------------------- | ------ | --- | --- | ------ | ---------- |
| 0 BW | Datei hochladen | Baumgruppe (Eichen)                                                 | BL-008 | Bad Deutsch-Altenburg KG: Bad Deutsch-Altenburg GrStNr: 538/4 Standort | Anmerkung: Objektvermutung / Grundstücksgenau |        | 06.05.1941 |
| 0 BW | Datei hochladen | Baumgruppe (Platanen)                                               | BL-009 | Bad Deutsch-Altenburg KG: Bad Deutsch-Altenburg GrStNr: 532/4, 529 Standort | |        | 06.05.1941 |
| 0 BW | Datei hochladen | Eiche                                                               | BL-010 | Bad Deutsch-Altenburg KG: Bad Deutsch-Altenburg GrStNr: 532/4 Standort | |        | 06.05.1941 |
| 0 BW | Datei hochladen | Fichten, Birken Lärchen u. Linden                                   | BL-032 | Bad Deutsch-Altenburg KG: Bad Deutsch-Altenburg GrStNr: 367/1; 371/2; 373/1; 373/5 Standort | |        | 16.11.1988 |
| 0 BW | Datei hochladen | Fledermausstollen samt Umgebung                                     | BL-030 | Bad Deutsch-Altenburg KG: Bad Deutsch-Altenburg GrStNr: 21/1; 22/5; 13/24; 13/28 Standort | |        | 16.12.1980 |
| 1    | Datei hochladen | Mühlgarten (Baumgruppen u. Feuchtbiotop)                            | BL-035 | Bad Deutsch-Altenburg KG: Bad Deutsch-Altenburg GrStNr: 1145; 367/1; 367/2; 368/3; 368/4; 371/1 Standort | |        | 24.06.1988 |
| 1    | Datei hochladen | Pappelallee                                                         | BL-007 | Bad Deutsch-Altenburg, Petronell-Carnuntum KG: Deutsch-Altenburg, Petronell, Wildungsmauer GrStNr: 1062; 1063; 1064, 1011/1; 1011/2, 473; 474 Standort | |        | 02.09.1941 |
| 1    | Datei hochladen | 1 Föhre                                                             | WU-007 | Ebergassing KG: Ebergassing GrStNr: 726/1 Standort | Anmerkung: Objektvermutung lt. Land NÖ, Grundstücksgenau |        | 06.09.1926 |
| 1    | Datei hochladen | Brutplatz der Bienenfresser                                         | BL-036 | Enzersdorf an der Fischa KG: Enzersdorf an der Fischa GrStNr: 576/1; 576/2; 576/3; 576/4; 576/5; 578/26; 578/27; 578/31; 578/2 Standort | |        | 29.12.1995 |
| 0 BW | Datei hochladen | 5 Eiben                                                             | WU-010 | Fischamend KG: Fischamend Dorf GrStNr: 108/1; 108/2 Standort | |        | 20.12.1951 |
| 0 BW | Datei hochladen | Ein Weinstock der Sorte „Brauner Veltliner“, auch Grossbrauner, NÖ. | BL-026 | Göttlesbrunn-Arbesthal KG: Göttlesbrunn GrStNr: 170 Standort | Anmerkung: Nicht öffentlich zugänglich |        | 06.10.1971 |
| 1    | Datei hochladen | Blutbuche Schwarznuss Platanen-Gruppe Platane                       | BL-028 | Götzendorf an der Leitha KG: Götzendorf GrStNr: 448/2 Standort | |        | 30.08.1979 |
| 1    | Datei hochladen | Urzeitkrebswiese                                                    | WU-079 | Gramatneusiedl KG: Gramatneusiedl GrStNr: 294/1 Standort | Lebensraum der Urzeitkrebse Triops cancriformis und Branchipus schaefferi. |        | 05.06.2001 |
| 0 BW | Datei hochladen | Heißlände                                                           | BL-031 | Haslau-Maria Ellend KG: Maria Ellend GrStNr: 340 Standort | |        | 14.12.1987 |
| 0 BW | Datei hochladen | 1 Blutbuche                                                         | WU-056 | Himberg KG: Himberg GrStNr: 1365 Standort | Anmerkung: Auf Privatgrundstück, öffentlich schwer einsehbar |        | 05.12.1956 |
| 0    | Datei hochladen | Schlosspark Unterwaltersdorf                                        | BL-109 | Himberg KG: Velm GrStNr: 111 | |        | 23.07.1986 |
| 1    | Datei hochladen | Trockenrasenvorkommen Rotenbergen                                   | BL-033 | Höflein KG: Höflein GrStNr: 2041/2; 2041/6; 2041/7 Standort | Gut erhaltener, typisch ausgeprägter und seltener Trockenrasen, der aufgrund seiner Größe von regionaler Bedeutung ist. | 2,4 ha | 19.12.1989 |
| 1    | Datei hochladen | Tropfsteinhöhle                                                     | BL-029 | Hundsheim KG: Hundsheim GrStNr: 434 Standort | Die Güntherhöhle (Katasternummer 2921/2, auch Bergloch beim Roten Kreuz, Hundsheimerhöhle, Schuberthöhle) ist eine 206 m lange Tropfsteinhöhle im Südhang des Hexenberges. Sie wurde bei Steinbrucharbeiten entdeckt und 1931 als Schauhöhle erschlossen. Die Höhle ist zoologisch bedeutsam. |        | 14.09.1992 |
| 0 BW | Datei hochladen | Diverse Bäume                                                       | WU-009 | Klein-Neusiedl KG: Klein-Neusiedl GrStNr: 160; 163/2 Standort | Anmerkung: Auf Privatgrundstück, Zugang beschränkt |        | 23.03.1939 |
| 1    | Datei hochladen | 1 Platane                                                           | WU-065 | Leopoldsdorf KG: Leopoldsdorf GrStNr: 49/1 Standort | |        | 17.10.1980 |
| 1    | Datei hochladen | Trockenrasengesellschaft                                            | BL-034 | Mannersdorf am Leithagebirge KG: Mannersdorf am Leithagebirge GrStNr: 2655/1 Standort | Anmerkung: Grundstücksgenau |        | 29.11.1991 |
| 1    | Datei hochladen | Eisteichwiese                                                       | WU-074 | Moosbrunn KG: Moosbrunn GrStNr: 675/3; 684 Standort | |        | 07.12.1990 |
| 1    | Datei hochladen | Wiesenmoorgebiet „Brunnlust“                                        | WU-002 | Moosbrunn KG: Moosbrunn GrStNr: 784/2; 800/1; 800/2; 806/1; 806/2; 806/3; 801; 802/1; 802/2; 802/3; 803/1; 803/2; 803/3; 804/1; 804/2; 804/3; 805/2; 805/1; 805/3; 807/1; 809/1; 809/2; 807/2; 810/1; 810/2; 811/1; 811/2; 812/1; 812/2; 813/1; 813/2; 814/1; 814/2; 815/1; 815/2; 816/1; 816/2; 817/1; 817/2; 818/1; 818/2; 1765/1 Standort | |        | 31.05.1983 |
| 0 BW | Datei hochladen | Baumgruppe, Bergahorn, Spitzahorn                                   | BL-022 | Petronell-Carnuntum KG: Petronell GrStNr: 141/13 Standort | |        | 01.03.1956 |
| 1    | Datei hochladen | Schwarzföhren                                                       | BL-023 | Petronell-Carnuntum KG: Petronell GrStNr: 141/2 Standort | Unterschutzstellung erfolge im Jahr 1957 mit der Begründung, dass es sich um eine Baumgruppe hohen Alters handelt und wegen der Nähe des Ausgrabungsgeländes für das Landschaftsbild sehr charakteristisch und von großer Bedeutung ist.                                                      |        | 15.10.1980 |
| 0 BW | Datei hochladen | Schwarzpappeln                                                      | BL-019 | Petronell-Carnuntum KG: Petronell GrStNr: 876/1; 877/1 Standort | |        | 10.07.1952 |
| 0 BW | Datei hochladen | Schwarzpappeln                                                      | BL-020 | Wolfsthal KG: Wolfsthal GrStNr: 1576/3 Standort | Anmerkung: Objektvermutung / Grundstücksgenau |        | 23.06.1980 |

## Ehemalige Naturdenkmäler
| Foto |                 | Name           | ID     | Standort                                                                                    | Beschreibung | Fläche | Datum      |
| ---- | --------------- | -------------- | ------ | ------------------------------------------------------------------------------------------- | ------------ | ------ | ---------- |
| 0    | Datei hochladen | Rotföhre       | BL-017 | Rohrau KG: Rohrau GrStNr: 391                                                               |              |        | 01.03.1950 |
| 0    | Datei hochladen | Schwarzpappel  | BL-014 | Haslau-Maria Ellend KG: Haslau GrStNr: 778/9                                                |              |        | 05.07.1948 |
| 1    | Datei hochladen | Schwarzföhren  | BL-027 | Petronell-Carnuntum KG: Petronell GrStNr: 141/3; 141/4; 141/5; 141/6; 141/7; 141/8 Standort |              |        | 19.08.1977 |
| 0 BW | Datei hochladen | Winterlinden   | BL-037 | Prellenkirchen KG: Prellenkirchen GrStNr: 1661/1 Standort                                   |              |        | 14.11.1988 |
| 1    | Datei hochladen | 1 Stieleiche   | WU-008 | Rauchenwarth KG: Rauchenwarth GrStNr: 962/2; 967 Standort                                   |              |        | 31.12.1926 |
| 0 BW | Datei hochladen | 1 Rosskastanie | WU-060 | Schwechat KG: Schwechat GrStNr: .46/4 Standort                                              |              |        | 27.07.1976 |

| Foto:                    | Fotografie des Naturdenkmals. Klicken des Fotos erzeugt eine vergrößerte Ansicht. Daneben finden sich zwei Symbole: \| Weitere Bilder vorhanden \| Das Symbol bedeutet, dass weitere Fotos des Objekts verfügbar sind. Durch Klicken des Symbols werden sie angezeigt. \| \| Eigenes Foto hochladen \| Durch Klicken des Symbols können weitere Fotos des Objekts in das Medienarchiv Wikimedia Commons hochgeladen werden. \| |
| Name:                    | Bezeichnung des Naturdenkmals laut offiziellen Quellen |
| ID                       | Identifikator |
| Standort:                | Es ist die Gemeinde und falls vorhanden die Adresse angegeben. Darunter sind die Katastralgemeinde (KG) und die Grundstücksnummer angeführt. Durch Aufruf des Links Standort wird die Lage des Denkmals in verschiedenen Kartenprojekten angezeigt. |
| Beschreibung             | Kurze Beschreibung des Naturdenkmals |
| Fläche                   | Fläche des Naturdenkmals in Hektar (ha) |
| Datum                    | Datum oder Jahr der Unterschutzstellung |
| Weitere Bilder vorhanden | Das Symbol bedeutet, dass weitere Fotos des Objekts verfügbar sind. Durch Klicken des Symbols werden sie angezeigt. |
| Eigenes Foto hochladen   | Durch Klicken des Symbols können weitere Fotos des Objekts in das Medienarchiv Wikimedia Commons hochgeladen werden. |